# 홍월귤
홍월귤(紅月橘, 학명: Arctous rubra 아르크토우스 루브라[*])은 진달래과의 관목이다. 한국과 중국 및 알래스카 지역에 분포한다.